# Lithomoia germana
Lithomoia germana là một loài bướm đêm trong họ Noctuidae.